# دان أيرلند
دان أيرلند هو منتج أفلام ومخرج وممثل كندي، ولد في 11 مايو 1958 بفانكوفر في كندا، وتوفي في 14 أبريل 2016 بلوس أنجلوس في الولايات المتحدة. من الجوائز التي نالها جائزة العجل الذهبي للثقافة ‏ سنة 1982.

## جوائز
- جائزة العجل الذهبي للثقافة [الإنجليزية]‏ (1982)

## وصلات خارجية
- دان أيرلند على موقع IMDb (الإنجليزية)
- دان أيرلند على موقع ألو سيني (الفرنسية)
- دان أيرلند على موقع أول موفي (الإنجليزية)
- دان أيرلند على موقع بوكس أوفيس موجو (الإنجليزية)
- دان أيرلند على موقع قاعدة بيانات الأفلام السويدية (السويدية)
- دان أيرلند على موقع قاعدة بيانات الفيلم (الإنجليزية)
- دان أيرلند على موقع كينوبويسك (الروسية)